# Sainte-Cécile-du-Cayrou
Sainte-Cécile-du-Cayrou är en kommun i departementet Tarn i regionen Occitanien i södra Frankrike. Kommunen ligger i kantonen Castelnau-de-Montmiral som tillhör arrondissementet Albi. År 2022 hade Sainte-Cécile-du-Cayrou 120 invånare.

## Befolkningsutveckling
Antalet invånare i kommunen Sainte-Cécile-du-Cayrou
| Referens: INSEE |